# Hans Gottlob von Ludwiger
Hans Gottlob Ludwiger, ab 1696 von Ludwiger (* 5. Juli 1685 in Zschepkau; † 20. September 1739 in Reuden) war ein Pfänner der Stadt Halle (Saale), preußischer Kriegsrat, kursächsischer Hauptmann der Kavallerie und Rittergutsbesitzer im Herzogtum Sachsen-Merseburg.

## Leben und Wirken
Er stammte aus einem angesehenen Pfännergeschlecht der Stadt Halle, das 1596 in den Adelsstand erhoben und dessen Adelsstand 1696 erneuert wurde und war der einzige Sohn von Hans Caspar von Ludwiger, nach dessen Tod er 1722 vom Herzog von Sachsen-Merseburg mit den Dörfern Reuden und Zschepkau in der Pflege Zörbig belehnt wurde. Er war als preußischer höherer Militärbeamter gleichzeitig Gerichtsherr und Kirchenpatron über diese sächsischen Orte, was gelegentlich zu Auseinandersetzungen zwischen ihm und den Untertanen führte, die sich beispielsweise weigerten, für ihn das Rittergut Reuden zu bewachen.
Nach dem Tod des Herzogs und damit dem Rückfall von Sachsen-Merseburg an das Kurfürstentum Sachsen beantragte er 1739 bei Kurfürst Friedrich August II. von Sachsen die Neubelehnung mit Reuden und Zschepkau, jedoch starb er kurz vor Ausstellung des neuen kursächsischen Lehnbriefes. Daraufhin stellte dessen Witwe Charlotte Margarethe von Ludwiger geb. von Bila den Antrag auf Neubelehnung für ihre drei unmündigen Söhne Gottlob Friedrich August von Ludwiger (1724–1795), Gottlob Christian Wilhelm von Ludwiger (* 1727) und Gottlob Ernst von Ludwiger (1731–1794).
Ludwiger wurde in der Kirche von Reuden an der Seite seiner Vorfahren beigesetzt.